# The Joshua Tree
The Joshua Tree este al cincilea album de studio al formației de rock U2. A fost produs de Daniel Lanois⁠(d) și Brian Eno, și a fost lansat la 9 martie 1987 la Island Records. Spre deosebire de experimentele ambientale din albumul anterior, lansat în 1984 și intitulat The Unforgettable Fire, U2 a căutat un sunet mai de impact în The Joshua Tree în limitele unori cântece strict structurate. Albumul este influențat de muzica folk americană și irlandeză și prezintă relația complexă cu o combinație de dragoste și ură a formației cu Statele Unite, cu versuri încărcate politic și social, dar înfrumusețate cu o imagistică spirituală.
Inspirat de experiențele din turneele din SUA, precum și de politica și literatura americană, U2 a ales America drept temă a albumului. Înregistrările au început în ianuarie 1986 în Irlanda, și, pentru a crea o atmosferă relaxată și creativă, formația a înregistrat în două case, pe lângă două studiouri profesionale. Mai multe evenimente din timpul sesiunilor au dus la formarea tonului de activism al albumului, între care se numără participarea formației la turneul A Conspiracy of Hope⁠(d), moartea lui Greg Carroll, și călătoriile vocalistului Bono în America Centrală. Înregistrările au luat sfârșit în noiembrie și activitățile de producție au continuat în ianuarie 1987. De-a lungul sesiunilor, U2 a căutat să obțină o calitate „cinematică” pentru album, care să evoce o idee de loc, în particular, spațiile deschise ale Americii. Ei au reprezentat aceasta în fotografia de copertă și cele din interiorul pliantului, care îi prezintă pe ei în peisaje din deșerturile americane.
Albumul a fost lăudat de critica muzicală, a ajuns pe primul loc în peste 20 de țări, și a înregistrat vânzări-record. Conform revistei Rolling Stone, albumul i-a transformat pe membrii formației „din eroi în superstaruri”. De pe el au fost extrase discurile single „With or Without You”, „I Still Haven't Found What I'm Looking For” și „Where the Streets Have No Name⁠(d)”. Albumul a câștigat două Premii Grammy pentru albumul anului și pentru cea mai bună prestație a unui duo sau grup cu vocalist în 1988. Formația a susținut apoi discul cu turneul Joshua Tree. Adesea denumit unul din cele mai bune albume rock din istorie, The Joshua Tree este unul dintre cele mai bine vândute albume din lume în toate timpurile, cu peste 25 de milioane de exemplare vândute. În 2007, U2 a lansat o ediție aniversară de 20 de ani, Remaster⁠(d)ed.

## Context
Înainte de The Joshua Tree, U2 lansase patru albume de studio și deveniseră deja o formație de succes pe plan internațional, mai ales în concerte live, după ce fuseseră în turneu an de an în tot deceniul anilor 1980. Reputația formației și așteptările publicului pentru un nou album au crescut după albumul The Unforgettable Fire din 1984, după turneul ce i-a urmat și după participarea la Live Aid în 1985. U2 a început să scrie materiale noi pe la jumătatea lui 1985 după turneul Unforgettable Fire.
Managerul formației, Paul McGuinness⁠(d), povestea că The Joshua Tree a pornit de la „marea poveste de dragoste” a formației cu Statele Unite, după ce U2 efectuase turnee acolo timp de cinci luni pe an în prima jumătate a anilor 1980. Înaintea sesiunilor de înregistrare a albumului, vocalistul principal, Bono, citise din operele unor scriitori americani, cum ar fi Norman Mailer, Flannery O'Connor⁠(d) și Raymond Carver pentru a înțelege, după cum spune redactorul Niall Stokes⁠(d) de la Hot Press⁠(d), „pe cei de la periferia țării făgădunței, cei rămași în afara visului american”. După o vizită umanitară efectuată în 1985 în Etiopia împreună cu soția sa Ali⁠(d), Bono a spus: „petrecând timp în Africa și văzând oameni aflați în străfundurile sărăciei, tot am văzut în oameni un spirit puternic, o bogăție sufletească pe care n-am regăsit-o când am ajuns acasă... am văzut copilul răsfățat al lumii occidentale. Am început să mă gândesc: «fizic, or fi ei în deșert, dar sunt și alte feluri de pustiu». Și asta m-a atras pe mine către deșert, ca și către un fel de simbol.”
În 1985, Bono a participat la proiectul anti-apartheid Sun City⁠(d) al lui Steven Van Zandt⁠(d) și a petrecut timp cu Keith Richards și Mick Jagger. Când Richards și Jagger cântau blues, Bono se rușina de lipsa sa de familiaritate cu acest gen de muzică, întrucât mare parte din cultura muzicală a formației U2 începuse cu punk rock în tinerețea lor de la jumătatea anilor 1970. Bono și-a dat seama că U2 „nu are tradiție”, și a început să i se pară că formație parcă „este venită de pe altă lume”. Aceasta l-a inspirat să scrie cântecul „Silver and Gold”, cu influențe blues, înregistrat împreună cu Richards și cu Ronnie Wood. Până atunci, U2 antipatizase muzica mai veche, dar după contactele cu The Waterboys⁠(d) și cu formația irlandeză Hothouse Flowers⁠(d), au început să capete influențe de muzică populară irlandeză combinată cu folk american. Prieteniile incipiente cu Bob Dylan, Van Morrison⁠(d) și Richards i-au încurajat pe U2 să se ducă spre rădăcinile rockului și l-a făcut pe Bono să se concentreze pe abilitățile sale de textier și compozitor. El a explicat: „credeam că să scrii cuvinte este de modă veche, așa că am schițat. Am scris cuvinte pe microfon. Pentru The Joshua Tree, am simțit că a venit vremea să scriu cuvinte care au un înțeles, care provin din propria mea experiență.” Dylan i-a povestit lui Bono cât datorează el muzicii irlandeze, în vreme ce Bono a dat dovadă de un interes crescând față de tradițiile muzicale în duetul cu formația de folk și muzică irlandeză Clannad la piesa „In a Lifetime⁠(d)”.
Formația dorea să dezvolte pe baza facturilor din The Unforgettable Fire, dar, în contrast cu experimentele adesea nefocalizate ale acelui album, a căutat un sunet de mai mare impact în limitele unor structuri mai stricte ale cântecelor. Formația a denumit această abordare „lucrul cu culorile primare” ale muzicii rock—chitara, chitara bas și bateria. Chitaristul The Edge era mai interesat de atmosfera europeană din The Unforgettable Fire și a fost la început reticent față de ideile lui Bono, care, inspirat de sfaturile lui Dylan de a „merge înapoi”, căuta un sunet mai american, apropiat de blues. Deși nu aveau un consens în ce privește direcția muzicală, membrii formației au căzut de acord cu toții că sunt deconectați față de muzica synthpop și New Wave, dominantă la acea vreme, și că doreau să continue să facă muzică ce contrastează cu aceste genuri. Spre sfârșitul lui 1985, U2 s-a mutat în casa recent achiziționată de bateristul Larry Mullen, Jr. pentru a lucra la materialele scrise în timpul turneului The Unforgettable Fire. Între acestea se numărau demo-uri ce aveau să evolueze în piesele „With or Without You”, „Red Hill Mining Town⁠(d)”, „Trip Through Your Wires”, și un cântec denumit „Womanfish”. The Edge și-a amintit de această perioadă ca de una dificilă, în care simțea că formația „nu se îndreaptă nicăieri”, deși Bono era hotărât ca America să fie tema albumului.

## Înregistrarea și activitățile de producție

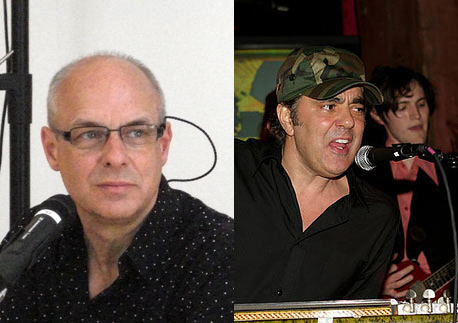
Brian Eno și au produs albumul, la a doua lor colaborare cu U2.

După succesul obținut anterior cu producătorii Brian Eno și Daniel Lanois⁠(d) cu The Unforgettable Fire, U2 a dorit ca cei doi să producă și noul album. Mullen era nerăbdător să mai lucreze o dată cu ei, întrucât credea că aceștia, și în special Lanois, sunt primii producători ai formației care „s-au interesat cu adevărat de capitolul ritm”. Mark "Flood" Ellis a fost inginer de sunet, aceasta fiind prima oară când el a colaborat cu U2. Formația a fost impresionată de activitatea acestuia cu Nick Cave, iar prietenul lui Bono, Gavin Friday⁠(d), l-a recomandat pe Flood după ce și el lucrase cu acesta pe vremea când Friday făcea parte din formația Virgin Prunes⁠(d). U2 i-a cerut lui Flood un sunet care să fie „foarte deschis... ambiental... cu o adevărată senzație de spațiu a mediului în care ești”, pe care acesta din urmă a considerat-o la acea vreme o cerere foarte neobișnuită.
Intenționând să lanseze un album la sfârșitul lui 1986, U2 a înjghebat în ianuarie un studio în Danesmoate House⁠(d), o casă georgiană din Rathfarnham⁠(d), la poalele munților Wicklow. Planul lor era să creeze atmosferă și inspirație, la fel cum făcuseră la castelul Slane pentru sesiunile de la The Unforgettable Fire din 1984. O cameră de control improvizată, cu magnetofoane, un pupitru de mixaj, și alte echipamente de editare a sunetului au fost puse în camera de zi, camera de desen de alături fiind utilizată pentru înregistrare și interpretare. Ușile mari care separau camerele au fost înlocuite cu un ecran de sticlă și, pentru a mentine o atmosferă relaxată, „de ne-studio”, camera de control a fost poreclită lyric room, iar spațiul de înregistrare a fost denumit band room („camera formației”). Membrii formației au fost de părere că această casă are o atmosferă foarte creativă. Camera mare de desen, cu tavanul înalt și podele de lemn, crea un sunet „care spărgea timpanele” la fiecare lovitură de tobă. Deși s-a lucrat foarte greu cu el, acest sunet a produs bucăți ce au ajuns chiar și pe albumul finisat. Lanois a spus că era „tare, dar tare și bun, foarte dens, foarte muzical. După părerea mea, camera aceea era cea mai rock and roll dintre toate.” El era de părere că acustica de acolo este mai bună decât cea de la castelul Slane, și a fost impresionat în mod deosebit de „gama de bași spre medii ... unde trăiește muzica”, o proprietate pe care el o consideră a fi un factor major al succesului albumului The Joshua Tree.
"Făcusem multe experimente când am realizat albumul The Unforgettable Fire. Reușisem niște chestii destul de revoluționare... Așa că ne-am zis, când ne-am apucat de The Joshua Tree, că poate opțiunile nu sunt neapărat ceva bun, că limitările pot să fie și pozitive. Așa că ne-am hotărât să lucrăm în cadrul limitărilor cântecului ca punct de început. Ne-am gândit: hai să scriem chiar cântece. Am vrut ca albumul să nu fie vag, cu final deschis, atmosferic și impresionist. Să-l facem mai direct, mai concentrat și mai concis.” 
U2 a început lucrul cu metoda lor obișnuită de sortare a înregistrărilor din probele de sunet, trecând prin caietul cu versuri al lui Bono, și înregistrând improvizații. Un aspect al metodelor lor de înregistrare s-a schimbat, însă, după sesiunile de la The Unforgettable Fire; în loc să înregistreze fiecare instrument separat și să mixeze apoi, U2 a înregistrat live toate cântecele, cu două excepții. Tehnica de compoziție a formației U2 s-a dezvoltat și ea; nu tot materialul a fost lucrat în sesiuni cu toată formația, de această dată Bono și The Edge adesea au adus idei incipiente de cântece restului grupului. Eno și Lanois au lucrat intenționat cu formația pe rând—câte un producător singur timp de una sau două săptămâni, după care venea celălalt. Eno și Lanois au încurajat un interes față de cântecele mai vechi, în special față de muzica folk americană. Între referințele mai contemporane se numără sunetul de chitară al lui The Smiths și My Bloody Valentine. Vocabularul muzical al formației s-a ameliorat după albumul anterior, facilitând comunicația și colaborarea cu echipa de producție. Unul dintre primele cântece la care s-a lucrat a fost „Heartland”, început în timpul sesiunilor de la The Unforgettable Fire și lansat ulterior pe albumul  Rattle and Hum din 1988. Sesiunile suplimentare de înregistrări la studiourile STS din Dublin cu  producătorul Paul Barrett au dus la dezvoltarea cântecului „With or Without You” și la geneza lui „Bullet the Blue Sky”. Aranjamentele pentru „With or Without You” și „I Still Haven't Found What I'm Looking For” au fost terminate la începutul sesiunilor Danesmoate, dând astfel formației încrederea necesară pentru a mai experimenta.
U2 a întrerupt sesiunile pentru a participa la turneul A Conspiracy of Hope⁠(d) organizat de Amnesty International în iunie 1986. Turneul nu a distras însă atenția formației, adăugând în plus o intensitate și o forță suplimentară noii sale muzici și a adus o creștere a concentrării pe subiectul abordat. Pentru basistul Adam Clayton, turneul a validat „prospețimea de conținut” și tentativele de a imortaliza „sumbritatea și lăcomia Americii din timpul lui Ronald Reagan”. În iulie, Bono a călătorit cu soția sa Ali în Nicaragua și în El Salvador și a fost martor la suferințele țăranilor agresați în contextul conflictelor politice și ale intervenției militare americane, experiențe ce au format baza versurilor de la „Bullet the Blue Sky” și de la „Mothers of the Disappeared⁠(d)”. Formația a suferit o tragedie în iulie, când asistentul personal al lui Bono, tehnicianul Greg Carroll a murit într-un accident de motocicletă în Dublin. Moartea tânărului de 26 de ani a întristat întreaga organizație de suport a formației U2, iar membrii formației au călătorit în Noua Zeelandă natală a lui Carroll pentru a participa la înmormântarea sa tradițională Māori.

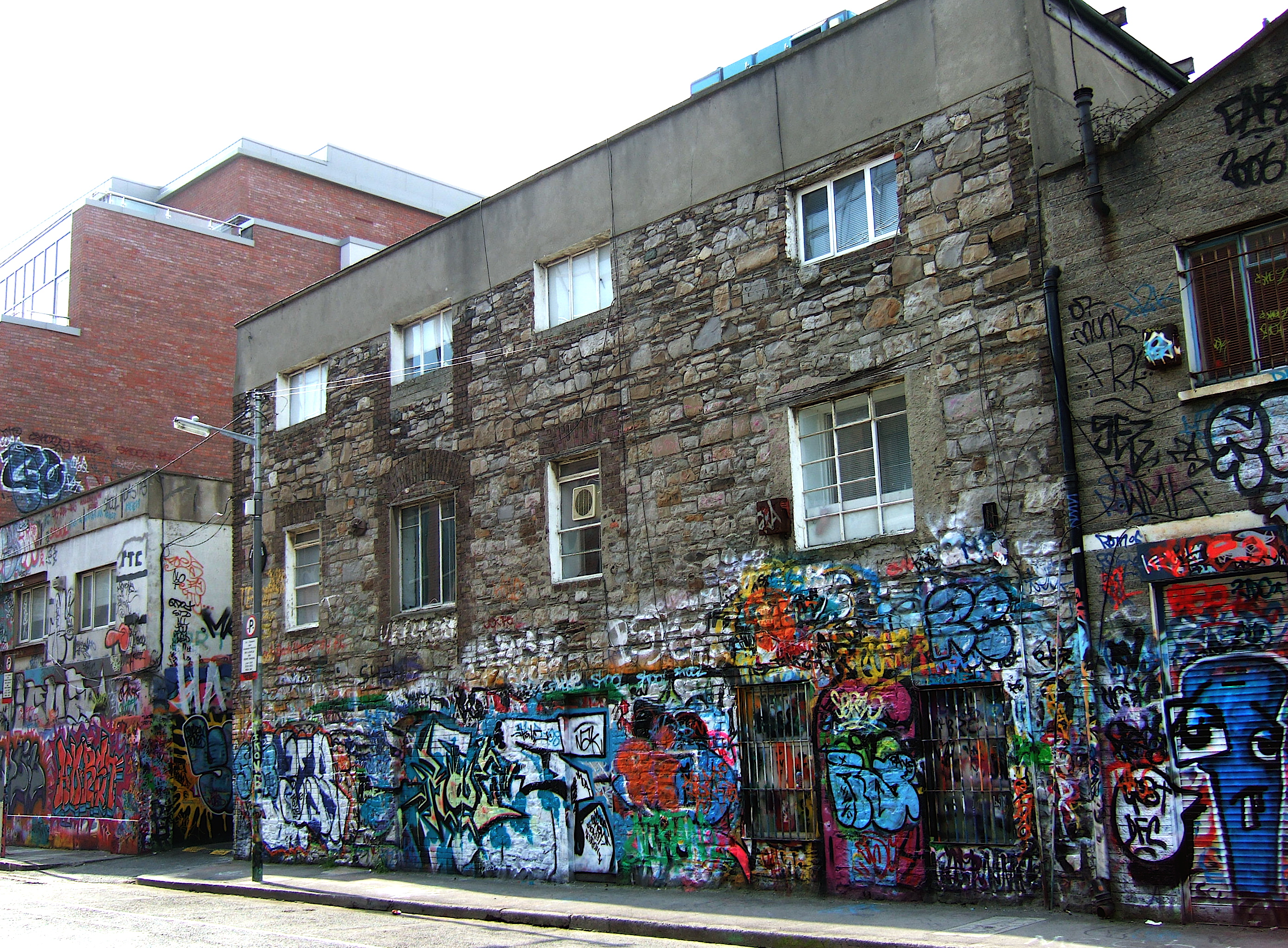
În august 1986, U2 a mutat înregistrarea albumului la (imagine din 2008).

La 1 august 1986, U2 s-a readunat la Windmill Lane Studios⁠(d) în Dublin pentru a relua lucrul la album. Activitatea de compoziție și înregistrare a continuat tot restul anului, formația mergând și la Danesmoate House și la noua casă achiziționată de The Edge, Melbeach. „Mothers of the Disappeared” și „Bullet the Blue Sky” s-au numărat printre cântecele care s-au dezvoltat în perioadele petrecute de formație la Melbeach. Lanois a spus că „grosul albumului s-a realizat acasă la The Edge, deși sesiunile de la Danesmoate au format coloana vertebrală a tonalității discului—am terminat o mulțime de tobe acolo.” În august, Robbie Robertson⁠(d), fostul chitarist și principal compozitor pentru The Band⁠(d), a vizitat Dublinul pentru a termina un album produs de Lanois; Robertson a înregistrat două piese cu U2, piese ce apar pe albumul său solo⁠(d).
O perioadă deosebit de creativă din octombrie a avut ca efect noi idei de cântece. Ele au fost puse, însă, deoparte la propunerea lui Eno, pentru ca formația să nu rateze termenul-limită pentru terminarea albumului. Înregistrările la The Joshua Tree s-au încheiat în noiembrie 1986. De-a lungul sesiunilor s-au creat și probe de mixaj după fiecare cântec, pentru ca, după cum spune Lanois, să se facă „instantanee intermediare ... pentru că uneori te tentează să mergi prea departe”. The Edge a explicat că aranjamentul și producția fiecărei piese a fost abordată individual și că, deși a existat o direcție uniformă puternică, ei au fost pregătiți să „sacrifice puțină continuitate în schimbul beneficiului de a vedea fiecare cântec dus la o concluzie”. Ultimele săptămâni au fost un sprint nebun către linia de sosire, formația și echipa de producție suferind de epuizare fizică și psihică. Lanois și Pat McCarthy au mixat la Melbeach pe un pupitru de mixaj marca AMEK 2500, fără automatizarea consolei, pentru operarea căruia care a fost nevoie de trei persoane. Eno și Flood s-au implicat minimal la ultimele mixaje. La sfârșitul lui decembrie, U2 l-a angajat pe Steve Lillywhite⁠(d), producătorul primelor lor trei albume, să remixeze potențialele single-uri. Treba sa era aceea de a face cântecele mai plăcute pentru posturile comerciale de radio, iar prezența sa în ceasul al unsprezecelea și schimbările aduse de el au produs nemulțumiri în rândul echipei de producție, inclusiv la nivelul lui Eno și Lanois. Remixajul făcut de Lillywhite a fost realizat pe un pupitru SLL și s-au prelungit și în noul an.
După terminarea albumului propriu-zis, U2 a revenit la studio în ianuarie 1987 pentru a termina noul material pus deoparte în octombrie. Aceste piese, printre care se numărau „Walk to the Water”, „Luminous Times (Hold on to Love)” și „Spanish Eyes”, au fost terminate ca B-sides pentru viitoarele single-uri. Cântecul „Sweetest Thing⁠(d)” a rămas în afara albumului și a apărut ca B-side, întrucât formația l-a considerat incomplet și nepotrivit cu celelalte cântece. Ulterior, ei și-au exprimat regretul că acesta nu a fost terminat pentru The Joshua Tree. Piesa a fost reînregistrată ca single pentru compilația din 1998 The Best of 1980–1990⁠(d). Membrii formației s-au gândit să lanseze The Joshua Tree și ca dublu album care ar fi inclus și toate B-sides. Bono a fost cel mai hotărât susținător al ideii, pe când The Edge a preferat varianta cu 11 piese care a fost lansată în cele din urmă. U2 a căzut de acord că o piesă, "Birdland", este prea puternică pentru un B-side și a păstrat-o pentru un viitor album. În 2007, o versiune reînregistrată a cântecului, reintitulată „Wave of Sorrow (Birdland)”, a fost inclusă pe ediția aniversară de 20 de ani a albumului.
La terminarea lui The Joshua Tree, Bono a spus că „mai mulțumit decât atât nu aș putea fi de un album”. Deși el până atunci a fost „foarte rareori mulțumit” cu albumele finisate, el a considerat noul disc ca fiind cel mai complet de la primul. Clayton a cumpărat Danesmoate House în 1987, și ea a rămas de atunci locuința sa din Dublin.

## Compoziția

### Muzica
Formația U2 este creditată în ansamblul ei drept compozitor pentru întreaga muzică de pe albumul The Joshua Tree. Sunetul de pe acest album este inspirat de muzica folk americană și irlandeză mai mult decât cele de pe albumele anterioare, în urma sfatului și influenței lui Bob Dylan, Van Morrison și Keith Richards. „I Still Haven't Found What I'm Looking For” are influențe gospel puternice, Bono cântând despre incertitudinile spirituale într-un registru vocal înalt, cu Eno, Lanois și The Edge acompaniament vocal similar unui cor. Balada lentă cu pian „Running to Stand Still⁠(d)” prezintă trăsături de muzică folk și blues acustic în bucățile de slide cu chitară acustică și de muzicuță. „Trip Through Your Wires”, un alt cântec pe care Bono cântă la muzicuță, a fost descris de Niall Stokes ca o „joacă blues”.
Chitara lui The Edge pe The Joshua Tree este un exemplu de ceea ce a devenit sunetul său caracteristic. Stilul lui minimalist contrasta puternic cu accentul pe virtuozitate și pe viteză din epoca heavy metal a anilor 1980. The Edge vede notele muzicale ca fiind „costisitoare”, preferând să cânte cât mai puține cu putință, concentrându-se în schimb pe bucăți mai simple care servesc atmosferei cântecelor. Mare parte din acestea sunt obținute cu un efecte de delay, contribuind la un sunet ca de clopot, îmbogățit de ecouri. De exemplu, rifful de la uvertura primei piese, „Where the Streets Have No Name⁠(d)” este un arpegiu de șase note, repetat, cu delay utilizat pentru repetarea notelor. Riffurile de la „I Still Haven't Found What I'm Looking For„ și „With or Without You” folosesc și ele procedeul de delay, Bono asemuind porțiunea de chitară din primul dintre acestea cu niște „clopote de crom”.
The Edge a continuat să utilizeze tehnicile ambientale de cântat la chitară pe care le-a început cu The Unforgettable Fire; la „With or Without You”, a utilizat un prototip de Infinite Guitar⁠(d) pentru a adăuga straturi de note susținute, abordare utilizată pentru prima oară în albumul său solo din 1986, coloana sonoră de la Captive. La alte cântece, stilul său la chitară este mai agresiv; „Exit” a fost descris de Colin Hogg ca „un baraj de speriat condus de chitară”, în vreme ce Andrew Mueller⁠(d) a afirmat despre sunetul chitarei din piesa „Bullet the Blue Sky” evocă avioanele de vânătoare. The Edge a dezvoltat porțiunea dură, plină de microfonii, de chitară pentru ultimul dintre acestea după ce Bono l-a sfătuit să „pună El Salvador printr-un amplificator”, cu referire la o vizită efectuată de Bono în țara răvășită de război, din care se întorsese foarte supărat. Bono a contribuit și la compoziția pieselor de chitară; melodia de chitară spaniolă din „Mothers of the Disappeared⁠(d)” este inspirată dintr-un cântec compus de el în Etiopia pentru a-i învăța pe copii noțiuni elementare de igienă.
Ca și la albumele anterioare, Bono prezintă un stil cu laringele coborât, pe care mulți critici l-au etichetat drept „pasional”. Spin consideră că explorarea muzicii folk de către formație a avut ca efect extinderea stilului lui Bono, afirmând că el „stăpânește întreaga gamă de manierisme blues, de la șoaptă la strigăt”. Bono atribuie această maturizare „relaxării” și „descoperirii de alte voci”, și unui stil de cântat mai reținut. Vocea sa a devenit, în cuvintele lui Thom Duffy, mai „dinamică” decât pe discurile anterioare. Pe „Where the Streets Have No Name”, vocea sa diferă mult la timbru și la temporizare prin utilizarea tehnicii rubato⁠(d) pentru a deplasa ușor notele cântate față de ritm. Pentru autoarea Susan Fast, „With or Without You” marchează prima piesă pe care el a „extins gama vocală în jos într-o manieră apreciabilă”.

### Versurile

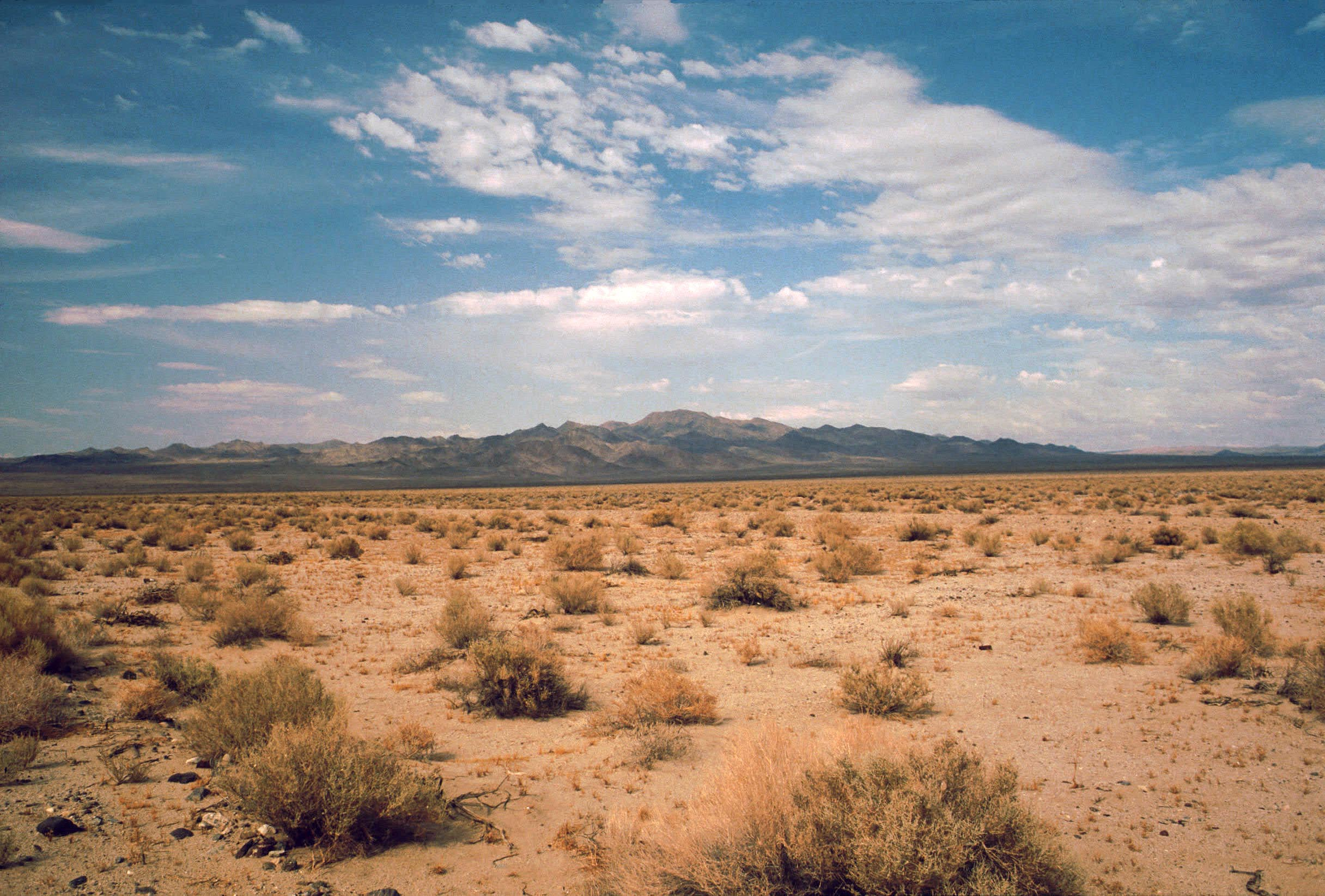
Imaginea mentală a unui deșert american a fost o sursă de inspirație pentru formație la conceperea albumului

Bono este creditat ca fiind unicul textier pentru acest album. Tematic, albumul juxtapune antipatia față de Statele Unite peste profunda fascinație a formației față de această țară, față de spațiile sale deschise, libertățile și idealurile ei. Furia este îndreptată în mod deosebit către ceea ce este perceput ca fiind lăcomia administrației Ronald Reagan și politica sa externă față de America Centrală. Bono spunea: „am început să văd două Americi, cea mitică și cea adevărată”, de unde și titlul provizoriu al albumului, Cele două Americi. Formația dorea o muzică ce ar da o senzație de localizare și o calitate „cinematică”, iar albumul a profitat, în consecință, de imagini create de scriitorii americani ale căror opere fuseseră lecturate de membrii formației. După ce efectuase în trecut mai multe turnee în Statele Unite, formația a fost inspirată de geografia și peisajul țării. Astfel, deșertul, ploaia, praful și apa apar ca motive lirice în tot albumul. În multe cazuri, deșertul este folosit ca metaforă pentru „seceta spirituală”. O piesă ce reprezintă puternic aceste teme este „In God's Country⁠(d)”, pe care criticii l-au interpretat ca tratând rolul Americii de „țară a făgăduinței”. Clayton a explicat impactul imagisticii cu deșert: „Deșertul a fost o imensă sursă de inspirație pentru noi ca imagine mentală pentru disc. Majoritatea oamenilor ar lua deșertul ca atare și ar crede că e un fel de loc sterp, ceea ce chiar este adevărat. Dar în contextul mental potrivit, este și o imagine foarte pozitivă, fiindcă poți chiar să faci ceva cu o foaie albă, ceea ce este de fapt efectiv deșertul.”
„Îmi place să fiu acolo, îmi place America, îmi place senzația pe care mi-o dau spațiile larg deschise, îmi plac deșerturile, îmi plac lanțurile de munți, îmi plac și orașele. Așa că, îndrăgostit de America de-a lungul anilor în care am făcut turnee acolo, a trebuit apoi să «mă ocup» de America și de felul în care mă afectează pe mine, fiindcă America are așa un efect asupra întregii lumi în momentul actual. Pe discul ăsta a trebuit să o tratez pentru prima oară la nivel politic, chiar și într-un mod subtil.” 
Aspectele politice și sociale au stat la baza mai multor piese. Bono a scris versurile de la „Bullet the Blue Sky” după ce a vizitat El Salvador și a fost martor la felul în care au fost afectați localnicii de intervenția americană în Războiul Civil din El Salvador. Călătoria aceasta a inspirat și piesa „Mothers of the Disappeared”, după ce Bono s-a întâlnit cu membre ale COMADRES⁠(d)—Mamele Dispăruților—un grup de femei ai căror copii fuseseră uciși sau „dispăruseră” în timpul Războiului Civil din cauza guvernului local. Greva din minerit din 1984 a inspirat versurile de la „Red Hill Mining Town⁠(d)”, scrisă de Bono din perspectiva unui cuplu afectat de grevă. Povestea unui cuplu dependent de heroină a fost originea piesei „Running to Stand Still”, scrisă de Bono, cu acțiunea desfășurându-se în Ballymun Flats⁠(d) din Dublin. Pentru „Where the Streets Have No Name”, el a scris versurile ca răspuns la ideea că, în Belfast, religia și venitul unei persoane se pot deduce de la strada pe care locuiește. „Exit” portretizează un ucigaș nebun, deși Clayton sugerează că versul „He saw the hands that build could also pull down” („A văzut că mâinile ce pot construi pot să și dărâme”) este o împunsătură la adresa guvernului american și a rolurilor contradictorii pe care și le asumă în relațiile internaționale.
Bono a descris anul 1986 ca fiind „un an incredibil de rău” pentru el, ceea ce s-a reflectat și în versurile pe care le-a scris. Căsnicia sa era tensionată, în parte din cauza perioadei lungi de pregătire a albumului, formația fusese criticată de presa irlandeză pentru implicarea în evenimentul Self Aid⁠(d), iar asistentul său personal Greg Carroll a murit într-un accident de motocicletă în Dublin. Bono a declarat: „de aceea m-a atras pe mine deșertul ca imagine. Acel an a fost un adevărat deșert pentru noi.” „With or Without You” a fost scris în timp ce se chinuia să reconcilieze dorul de ducă ce-l mâna ca muzician cu responsabilitățile sale casnice. „One Tree Hill”, cântec botezat după un vârf vulcanic din Noua Zeelandă a lui Carroll, descrie sentimentele lui Bono de la înmormântarea lui Carroll. Albumul este dedicat memoriei lui.
Credința religioasă a formației a fost și ea un izvor de inspirație pentru multe versuri. În „I Still Haven't Found What I'm Looking For”, Bono își afirmă credința dar cântă despre îndoieli spirituale („I believe in Kingdom Come”... „But I still haven't found what I'm looking for” — „Cred în Lumea de Apoi”... „dar încă nu am găsit ceea ce caut”). Unii critici au speculat că locul la care Bono se referă în „Where the Streets Have No Name” („Unde străzile n-au nume”) ar fi Raiul. Aceste două cântece au fost remarcate de unii critici ca demonstrând că formația este într-o „căutare spirituală”. Redactorul Niall Stokes⁠(d) de la Hot Press⁠(d) și Richard Harrington de la The Washington Post au interpretat „With or Without You” atât în manieră romantică, cât și în manieră spirituală. Referințe biblice se fac și în alte cântece, cum ar fi „Bullet the Blue Sky” ("Iacov s-a luptat cu îngerul”, imagini de foc și pucioasă) și „In God's Country” („stau aici cu fiii lui Cain”). Thom Duffy a interpretat albumul ca fiind o explorare a „incertitudinii și suferinței unui pelerinaj spiritual printr-o lume sumbră și crudă”.

## Împachetarea și titlul

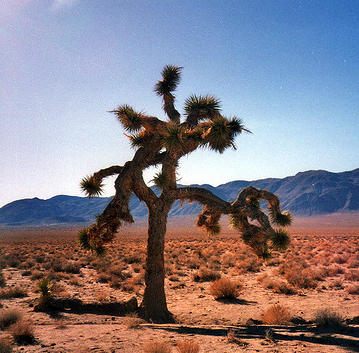
Copacul lui Iosua care apare în toate imaginile legate de album se află în deșertul Mojave.

Coperta și pliantul albumului au fost proiectate de Steve Averill, pe baza ideii formației de a descrie „imagistica și poziția cinematică” a discului în deșert. Conceptul inițial al pliantului a fost acela de a reprezenta întâlnirea între deșert și civilizație și, astfel, unul dintre titlurile provizorii ale albumului a fost The Desert Songs (în traducere, Cântecele din deșert). Ei l-au rugat pe fotograful Anton Corbijn⁠(d) să caute locuri în Statele Unite în care să imortalizeze aceasta. Între 14–16 decembrie 1986, formația a călătorit cu Corbijn și Averill cu autobuzul prin deșertul Mojave din California pentru o ședință foto de trei zile. Formația s-a cazat în mici hoteluri și a făcut fotografii în peisajul deșertic, începând cu orașul-fantomă Bodie⁠(d) înainte de a se muta în alte locuri cum ar fi Zabriskie Point și alte locuri din Valea Morții. Pentru ședința foto, Corbijn a închiriat o cameră panoramică pentru a imortaliza mai mult peisaje deșertice, dar neavând experiență cu ea, nu știa cum să focalizeze cu obiectivul ei. Astfel, s-a hotărât să focalizeze pe fundal, lăsând personajele din poză ușor defocalizate. Corbijn a declarat apoi: „din fericire, era multă lumină.” Ulterior, și-a amintit că întreaga idee a fotografiilor a fost să suprapună „omul și mediul, irlandezii în America”.
În seara de după ședința foto din prima zi, Corbijn a povestit formației despre arborii lui Iosua (Yucca brevifolia), plante rezistente și încâlcite din deșerturile din sud-vestul Statelor Unite, și a propus ca imaginea lor să apară pe pliant. Bono a descoperit cu bucurie semnificațiile religioase ale etimologiei plantei; primii coloniști, conform legendei mormone, au botezat planta după profetul Iosua din Vechiul Testament, întrucât ramurile copacilor le aminteau de Iosua ridicând mâinile pentru rugăciune. A doua zi, Bono a declarat că albumul trebui intitulat The Joshua Tree. În acea zi, mergând cu mașina pe șoseaua 190, ei au remarcat un arbore singuratic în deșert, lucru neobișnuit, întrucât planta crește de obicei în pâlcuri. Corbijn spera să găsească un copac singuratic, crezând că ar putea obține fotografii mai bune decât dacă ar fi fotografiat formația cu un pâlc de arbori. Ei au oprit autobuzul și s-au fotografiat timp de circa 20 de minute cu arborele singuratic, hotărâre despre care The Edge a spus că a fost „destul de spontană”. În pofida faptului că se aflau în deșert, grupul a avut de-a face cu o vreme rece. Bono a explicat: „era frig și a trebuit să ne dăm jos paltoanele ca cel puțin să pară că suntem în deșert. Este unul din motivele pentru care arătăm așa de posomorâți.” Ultima zi a ședințelor foto a fost petrecută în orașe-fantomă acoperite de zăpadă.
„Sunt mândru de poze, mă bucur că am participat la realizarea lor. Dar cred că lumea a crezut că ei s-au luat prea în serios. A fost categoric, cred eu, cel mai serios fel în care se poate fotografia o formație. Mai departe pe acest drum nu poți merge decât dacă te apuci să fotografiezi morminte.” 
Ideea inițială a lui Corbijn pentru pliant era ca o poză cu arborele lui Iosua să apară pe copertă, formația apărând în continuarea ei pe verso. În cele din urmă, s-au folosit fotografii separate pentru fiecare parte a coperții; o imagine cu grupul la Zabriskie Point apare pe față, în vreme ce o imagine a lor cu arborele apare pe verso. Rolling Stone consideră că titlul și imaginile cu arborele sunt potrivite pentru un album ce tratează „rezistența în fața abandonului politic și social, un disc cufundat în imagistică religioasă”. În 1991, Rolling Stone a plasat albumul pe locul 97 în lista „Cele mai bune 100 de coperți de album din toate timpurile”. Arborele fotografiat pentru copertă a căzut prin 2000, dar locul în care el stătea rămâne un punct de atracție pentru fanii U2. Cineva a pus acolo o placă pe pământ pe care scrie: „Have you found what you're looking for?” („Ați găsit ce căutați?”), cu referire la piesa „I Still Haven't Found What I'm Looking For” („Încă nu am găsit ceea ce caut”) de pe album. Circulă un zvon fals că locul respectiv ar fi undeva în Joshua Tree National Park, la peste 300 km distanță. În 2011, directorul clubului olandez 013 și prietena lui au murit de căldură într-o zonă izolată a acelui parc, căutând, zice-se, locul arborelui.

## Lansarea
Chiar înainte de lansarea albumului The Joshua Tree, Bono a intrat brusc în panică, temându-se că albumul terminat nu este destul de bun. S-a gândit să sune la centrele de imprimare să ceară oprirea imprimărilor, dar în cele din urmă a renunțat. Island Records a cheltuit peste 100.000 de dolari pe reclame în magazine; președintele Lou Maglia a spus că a fost „cel mai complet efort de promovare pe care l-am efectuat”. The Joshua Tree a fost lansat în ziua de 9 martie 1987, primul disc nou lansat pe compact disc, disc de vinil și casetă în același timp. Magazinele de discuri din Regatul Unit și din Irlanda s-au deschis la miezul nopții pentru a vinde numărului mare de fani care făcuseră cozi afară pentru a cumpăra albumul.

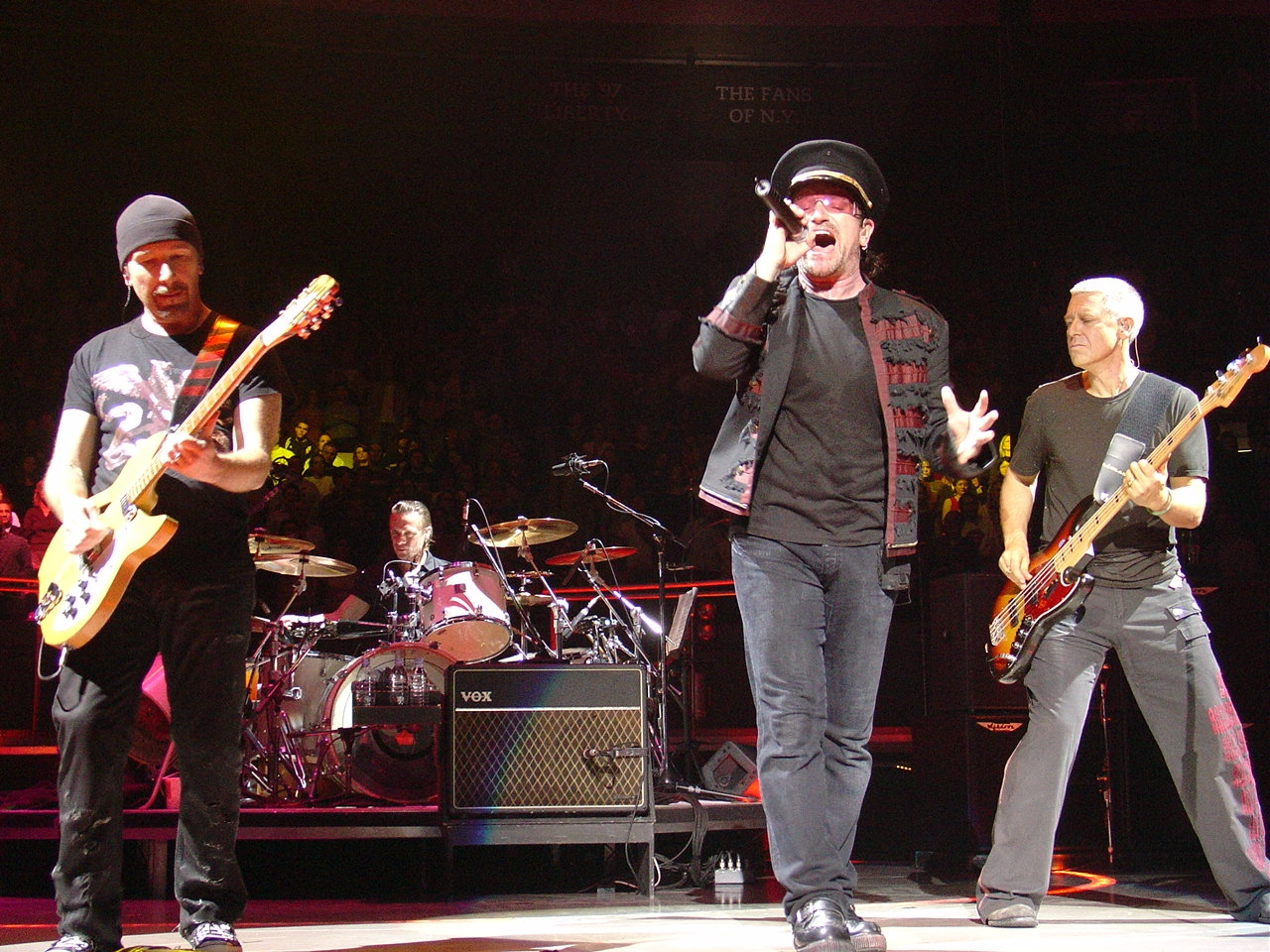
Succesul lui The Joshua Tree a făcut din U2 (imagine din 2005) supervedete internaționale.

The Joshua Tree a devenit, la acea dată, cel mai rapid vândut album din istoria muzicii britanice, vânzând peste 300.000 de copii în două zile. La 21 martie 1987, a debutat în clasamentul UK Albums Chart pe prima poziție, stând două săptămâni acolo, după care s-a menținut în clasament 163 de săptămâni. On În SUA, în clasamentul Billboard Top Pop Albums, albumul a debutat la 4 aprilie 1987 pe poziția a șaptea, cea mai bună poziție la debut pentru un album de studio în SUA în ultimii aproape șapte ani. După trei săptămâni, a ajuns pe locul întâi, unde s-a menținut nouă săptămâni consecutiv. Albumul a rămas în total 101 săptămâni în Billboard Top Pop Albums, dintre care 35 în primele 10. La 13 mai 1987, Recording Industry Association of America (RIAA) a certificat statutul de triplu-disc de platină al albumului. Toate albumele anterioare ale albumului au reintrat în clasamentul Billboard Top Pop Albums în 1987. În Canada, albumul a debutat pe locul 51 în RPM Top 100 Albums la 21 martie 1987, și a urcat până la locul întâi după doar două săptămâni. În 14 zile după lansare, se vânduseră 300.000 de exemplare în Canada și a ajuns triplu-disc de platină. The Joshua Tree a ajuns în fruntea clasamentelor de albume în 19 alte țări, între care Austria, Elveția, Noua Zeelandă și Suedia. Rolling Stone a declarat că albumul a ridicat formația „de la eroi la superstaruri”. A fost primul album al oricărui artist care a vândut un milion de copii pe CD în SUA. U2 a devenit a patra formație de muzică rock care a apărut pe coperta revistei Time (după The Beatles, The Band și The Who), revistă care a declarat U2 „Rock's Hottest Ticket” („cel mai fierbinte bilet al rockului”).
„With or Without You” a fost lansat ca principal disc single la 21 martie 1987, cu B-sides „Luminous Times (Hold on to Love)” și „Walk to the Water”. Single-ul a ajuns rapid în primele locuri din Billboard Hot 100, devenind primul hit de locul întâi al formației în America. Cântecul a ajuns primul și în clasamentele de single-uri din Canada, obținând locul patru în Regatul Unit și un loc doi în Țările de Jos. Grupul dorea la început să utilizeze „Red Hill Mining Town” ca al doilea single. Ei au fost însă nemulțumiți de videoclipul muzical filmat de Neil Jordan⁠(d), iar lui Bono și Mullen le era greu să cânte acest cântec la repetiții. În cele din urmă, acest al doilea single a fost anulat. În locul lui, „I Still Haven't Found What I'm Looking For” a fost ales ca al doilea single, și a fost lansat în mai 1987 cu piesele „Spanish Eyes” și „Deep in the Heart” ca B-sides. Ca și predecesorul său, a ajuns primul în Hot 100, dând formației U2 două single-uri consecutive de locul întâi în SUA. Single-ul a ajuns pe locul șase în Regatul Unit, Canada, și Țările de Jos. Până în mai, vânzările albumului depășiseră 7 milioane de exemplare în toată lumea.
„Where the Streets Have No Name” a fost lansat în august 1987 ca al treilea single, cu „Sweetest Thing”, „Silver and Gold” și „Race Against Time” ca B-sides. Single-ul a ajuns pe primul loc în Țările de Jos, pe locul patru în UK Singles Chart, și pe locul 13 în SUA. Primele trei single-uri extrase de pe album au ajuns toate pe locul întâi în Irish Singles Charts⁠(d), fiind în primele 20 în clasamentele din Regatul Unit, Statele Unite, Canada, Noua Zeelandă, și Țările de Jos. „In God's Country” a fost lansat ca un al patrulea single exclusiv în America de Nord în noiembrie 1987, atingând poziția 44 în Hot 100, și locul 48 ca single de import în Regatul Unit. „One Tree Hill” a fost lansat ca al patrulea single în Australia și Noua Zeelandă în martie 1988, și, întrucât fusese scris în memoria neozeelandezului Carroll, a ajuns pe primul loc în țara acestuia. Până la sfârșitul lui 1988, The Joshua Tree vânduse peste 14 milioane de copii în toată lumea.
În 1996, Mobile Fidelity Sound Lab⁠(d) a Remaster⁠(d)izat albumul și l-a lansat ca CD special. Această ediție a rectificat separația incorectă între piesele „One Tree Hill” și „Exit” care afectaseră unele dintre CD-uri; coda de liniște ce încheie „One Tree Hill” fusese anterior inclusă pe aceeași bucată ca și piesa „Exit”.

## Opiniile criticilor
The Joshua Tree a primit critici aproape universal pozitive, cele mai bune din cariera formației U2 de până atunci. Rolling Stone a scris: „pentru o formație mereu specialistă în gesturi de inspirație, mărețe—o formație hotărâtă ferm să fie Importantă—The Joshua Tree ar putea fi marele succes, pentru că exact ca un succes sună.” Recenzia descrie sunetul de pe album ca „măritând diversele texturi din The Unforgettable Fire cu cântece complet formate, multe dintre ele la fel de agresive ca și hiturile de pe War”. Steve Morse de la The Boston Globe a răspuns acestor sentimente în recenzia sa, declarând: „este un alt raport al progresului spiritual, învelit într-o muzică ce găsește un echilibru sănătos între bogăția albumului anterior, The Unforgettable Fire din 1984, și rockul mai vulcanic din primii lor ani.” Morse l-a denumit „cea mai dificilă realizare de până acum a lor” și „albumul rock care merită cel mai mult ascultat în noul an”. Q a dat albumului cinci stele, arătând că „reinventarea de către ei a rockului de stadion sună foarte pasionat, ca întotdeauna” șî că albumul găsește un „amestec fin echilibrat între intimitate și putere”. NME a lăudat albumul ca fiind „un disc mai curajos și mai bun decât orice altceva ce ar putea apărea în 1987... este sunetul oamenilor care încă mai încearcă, încă mai caută...” Într-o recenzie în care a dat cinci stele, Thom Duffy de la Orlando Sentinel⁠(d) a spus că piesele au „o putere exultantă” care, „ca și ramurile arborilor lui Iosua, se întind în sus în contrast izbitor cu mediul muzical sterp în care se află pe posturile de radio rock”. El a lăudat arta muzicală a membrilor formației, spunând despre ritmul dat de Mullen și Clayton că este „ascuțit, iar despre chitara lui The Edge că „[n-a fost] niciodată mai bună”.
The New Zealand Herald⁠(d) a publicat și ea o recenzie de cinci stele în care a declarat albumul „cea mai convingătoare colecție de muzică produsă de o formație care și-a croit cariera din mișcări pasionate, emoționante”. Revista a considerat că „puterea [albumului] stă în înfrânarea sa” și că există o „stringență intrinsecă în practic toate cele 11 cântece”. În articolul de fond apărut în Time despre U2, Jay Cocks⁠(d) a spus despre acest album că este cel mai bun al formației, comentând că are atât profunzime comercială, cât și tematică. Spin a numit The Joshua Tree „primul album pe deplin de succes al formației, deoarece în sfârșit se eliberează de abordarea seducătoare, dar mărginită, de piese monotone din materialul anterior”. În recenzie scria că „pe acest disc nu există niciun cântec slab” și că „fiecare din ele are ceva ce te prinde”. Revista a lăudat pe U2 pentru că au renunțat la experimentele ambientale în favoarea unor aranjamente mai simple, dar structurate. Robert Hilburn⁠(d) de la Los Angeles Times a spus că albumul „confirmă ceea ce această formație a obținut încet, dar sigur, pe scenă, în ultimii trei ani: U2 este ceea ce Rolling Stones au încetat să mai existe de ani buni—cea mai bună formație de rock and roll din lume”. Hilburn a notat că formația a lucrat pe „schițele” din The Unforgettable Fire cu „semne de creștere uneori uluitoare”, cântând o muzică „mai sigură și mai bine creată”. Redactorul Hot Press⁠(d), de multă vreme admirator al lui U2, Bill Graham, a afirmat că „The Joshua Tree salvează rockul din degradare, bazându-se cu curaj și fără frică în mainstream înainte de a decola foarte inteligent în mai multe dimensiuni superioare”, și că U2 „trebuie luat foarte în serios după această reevaluare a rockului”.
John Rockwell⁠(d) de la The New York Times a complimentat formația pentru extinderea gamei muzicale, remarcând explorarea altor genuri și combinarea „texturilor obsesive, repetitive ale chitarei” lui The Edge cu „colorația ciudată de sintetizator” a lui Eno. Rockwell a criticat însă puțin vocea lui Bono, despre care a spus că este „marcată de o afectare ușor plângăcioasă” și că seamănă prea mult cu alți cântăreți, având ca rezultat o „curioasă pierdere de individualitate”. Houston Chronicle a dat albumului trei stele și jumătate, numindu-l „muzică ce alină și inspiră, muzică de odă, muzică cu stil”. Publicația a denumit-o „urmarea naturală” de la The Unforgettable Fire care „construiește pe baza proaspăt găsitului simț al dinamicii”. Autorul considera, însă, că formația se ia prea în serios, realizând un disc care „nu este prea distractiv, aflându-se la limita pretențiosului” și a punctat că și-a pierdut interesul până la fața a doua. Într-o recenzie retrospectivă, Stephen Thomas Erlewine de la Allmusic a dat albumului cinci stele din cinci, afirmând: „concentrarea lor nu a fost niciodată mai limpede, iar muzica nu a fost niciodată mai atrăgătoare”. Erlewine a considerat că este ironic că formația a ajuns la cel mai mare succes cu un album plin de atâta conținut liric sumbru. În recenzia sa, el trăgea concluzia că „niciodată până acum nu au sunat marile mesaje ale lui U2 mai direct și mai personal.”
Anthony DeCurtis⁠(d) de la Rolling Stone a comparat albumul cu Born in the U.S.A.⁠(d) al lui Bruce Springsteen, afirmând că ambele discuri „ridică un artist populist la rang de mega-star”, și că înălțătoarele concerte live ale muzicienilor și „cruda plăcere aurală” a celor două discuri le ascunde natura profetică. DeCurtis a rezumat analiza Americii din The Joshua Tree atât din punct de vedere muzical cât și liric astfel:
| “ | "Frumusețea sălbatică, bogăția culturală, vidul spiritual și violența feroce a Americii sunt explorate în mod convingător în practic fiecare aspect al albumului The Joshua Tree—în titlu și în copertă, în influențele blues și country evidente în muzică ... într-adevăr, Bono spune că «dezamorsarea mitologiei Americii» este o parte importantă din obiectivul artistic din The Joshua Tree.” | ” |

Albumul s-a clasat pe locul patru în lista celor mai bune albume întocmită prin sondajul Pazz & Jop⁠(d) efectuat în rândul criticilor muzicali în 1987 de The Village Voice⁠(d). În 1988, U2 a obținut primele două premii Grammy din carieră, cel pentru albumul anului și pentru cea mai bună prestație rock a unui duo sau a unei formații cu vocalist pentru The Joshua Tree.

## Turneul The Joshua Tree
După lansarea albumului The Joshua Tree, U2 a demarat turneul mondial The Joshua Tree. El a început în aprilie 1987, și a cuprins 109 de reprezentații în trei etape, acoperind și întreaga lună decembrie. The first and third legs visited the US, while the second leg toured Europe. Formația avusese anterior mai mult succes în reprezentații live decât cu albumele, dar The Joshua Tree i-a înălțat pe un nou nivel de popularitate. Turneul s-a desfășurat cu casa închisă pe stadioane din toată lumea—prima oară când au cântat constant în spații atât de mari—la concerte fiind prezenți circa 3 milioane de oameni în total. Cântecele de pe album au devenit prezențe constante în Setlist⁠(d)urile concertelor, formata cântând de regulă opt dintre cele unsprezece piese de pe album, singurul cântec necântat rămânând „Red Hill Mining Town”.
Ca și turneele anterioare, The Joshua Tree a fost o producție austeră și minimalistă, iar U2 s-a folosit de el pentru a trata probleme politice și sociale. Un astfel de aspect a fost acela că guvernatorul statului Arizona Evan Mecham⁠(d) anulase comemorarea Zilei Martin Luther King, Jr. De-a lungul turneului, formația a continuat să exploreze muzica folk americană: au colaborat cu artistul folk Bob Dylan, cu muzicianul blues B. B. King, și cu corul de gospel New Voices of Freedom din Harlem; U2 a vizitat și Graceland și Sun Studios⁠(d) din Memphis, unde au înregistrat și alte materiale. Aceste noi cântece, împreună cu evenimentele din cursul turneului au fost documentate pentru albumul Rattle and Hum din 1988 și pentru filmul regizat de Phil Joanou⁠(d).
Turneul a adus 40 de milioane de dolari, dar în ciuda succesului comercial și a recenziilor pozitive, membrii formației au fost nemulțumiți de aspectul creativ, iar Bono a considerat că nu erau pregătiți din punct de vedere muzical pentru un asemenea succes. Mullen a spus: „am fost cei mai mari, dar nu și cei mai buni”, iar pentru Bono turneul a fost „unul dintre cele mai rele momente ale vieții [lor] muzicale”. Pe drum, formația a avut de-a face cu amenințări cu moartea, și cu accidentări suferite de Bono. Formația a sugerat că stressul turneului i-a făcut să se bucure de „stilul de viață rock and roll” pe care până atunci îl evitaseră.

## Lista pieselor
Toate versurile sunt scrise de Bono, Toate melodiile sunt compuse de U2.
| Nr.             | Titlu                                        | Lungime |  |
| 1.              | „Where the Streets Have No Name⁠(d)”          | 5:38    |  |
| 2.              | „I Still Haven't Found What I'm Looking For” | 4:38    |  |
| 3.              | „With or Without You”                        | 4:56    |  |
| 4.              | „Bullet the Blue Sky”                        | 4:32    |  |
| 5.              | „Running to Stand Still⁠(d)”                  | 4:18    |  |
| 6.              | „Red Hill Mining Town⁠(d)”                    | 4:54    |  |
| 7.              | „In God's Country⁠(d)”                        | 2:57    |  |
| 8.              | „Trip Through Your Wires⁠(d)”                 | 3:33    |  |
| 9.              | „One Tree Hill”                              | 5:23    |  |
| 10.             | „Exit”                                       | 4:13    |  |
| 11.             | „Mothers of the Disappeared⁠(d)”              | 5:12    |  |
| Lungime totală: | Lungime totală:                              | 50:11   |  |

## Personal
| U2 - Bono – voce, muzicuță, chitară - The Edge – chitară electrică, voce de fundal, pian - Adam Clayton – chitară bas - Larry Mullen, Jr. – percuție Alți artiști - Brian Eno – claviaturi, programator DX7⁠(d), voce de fundal - Daniel Lanois⁠(d) – tamburină, Omnichord⁠(d), chitară, voce de fundal - The Armin Family – corzi (piesa 9) - The Arklow Silver Band – instrument de suflat (piesa 6) | Tehnic - Producție – Daniel Lanois, Brian Eno - Înregistrare – Flood - Inginer de sunet – Dave Meegan⁠(d) cu Pat McCarthy - Mixaj – Steve Lillywhite⁠(d) (piesele 1, 3, 4 și 6) - Inginer mixaj – Mark Wallis - Inginer-asistent mixaj – Mary Kettle - Echipaj de studio – Joe O'Herlihy, Des Broadberry, Tom Mullally, Tim Buckley, Marc Coleman, Mary Gough, Marion Smyth |

## Clasamente și certificări
| Clasament (1987)                 | Poziția maximă |
| -------------------------------- | -------------- |
| Australian Albums Chart⁠(d)       | 3              |
| Top 30 Albume Austria            | 1              |
| Top 100 Albume RPM (Canada)      | 1              |
| LP Top 75 (Țările de Jos)⁠(d)     | 1              |
| Clasamentul francez al albumelor | 1              |
| Top 100 Albume Germania⁠(d)       | 1              |
| Top 40 Albume Noua Zeelandă⁠(d)   | 1              |
| Top 60 Albume Suedia             | 1              |
| UK Albums Chart                  | 1              |
| US Billboard Top Pop Albums      | 1              |

| Clasament (1987)                    | Poziție |
| ----------------------------------- | ------- |
| Clasamentul Australian al albumelor | 5       |
| Top 30 Albume Austria               | 1       |
| Top 100 Albume Germania             | 1       |
| Clasamentul elvețian al albumelor   | 1       |
| US Billboard Top Pop Albums         | 6       |

| Țară (furnizor)                | Certificare (praguri de vânzări) |
| ------------------------------ | -------------------------------- |
| Australia (ARIA)               | 5× Platină                       |
| Austria (IFPI)                 | 3× Aur                           |
| Canada (Music Canada⁠(d)        | Diamant                          |
| Finlanda (Musiikkituottajat⁠(d) | Aur                              |
| Franța (SNEP)                  | 2× Platină                       |
| Germania (BVMI⁠(d)              | 2× Platină                       |
| Țările de Jos (NVPI⁠(d)         | Platină                          |
| Noua Zeelandă (RIANZ⁠(d)        | 14× Platină                      |
| Regatul Unit (BPI⁠(d)           | 6× Platină*                      |
| Statele Unite (RIAA)           | Diamant                          |

| An                                                | Titlu                                        | Poziții maxime | Poziții maxime | Poziții maxime | Poziții maxime | Poziții maxime | Poziții maxime | Certificări   |
| An                                                | Titlu                                        | IRE⁠(d)         | CAN            | NL             | NZ⁠(d)          | UK             | US             | Certificări   |
| ------------------------------------------------- | -------------------------------------------- | -------------- | -------------- | -------------- | -------------- | -------------- | -------------- | ------------- |
| 1987                                              | „With or Without You”                        | 1              | 1              | 2              | 5              | 4              | 1              | - Canada: Aur |
| 1987                                              | „I Still Haven't Found What I'm Looking For” | 1              | 6              | 6              | 2              | 6              | 1              | - Canada: Aur |
| 1987                                              | „Where the Streets Have No Name”             | 1              | 11             | 7              | 1              | 4              | 13             |               |
| 1987                                              | „Exit”                                       | —              | —              | 46             | —              | —              | —              |               |
| 1987                                              | „In God's Country”                           | —              | —              | —              | —              | 48             | 44             |               |
| 1988                                              | „In God's Country”                           | —              | 25             | —              | —              | —              | —              |               |
| 1988                                              | „One Tree Hill”                              | —              | —              | —              | 1              | —              | —              |               |
| "—" arată lansare care nu a intrat în clasamente. |                                              |                |                |                |                |                |                |               |